# 과립형 각막 이상증

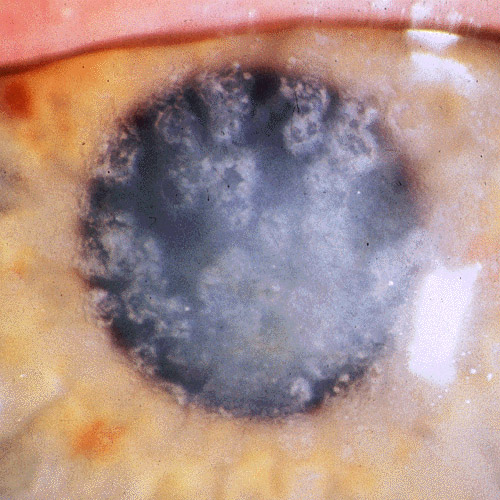
과립형 각막 이상증 제1형

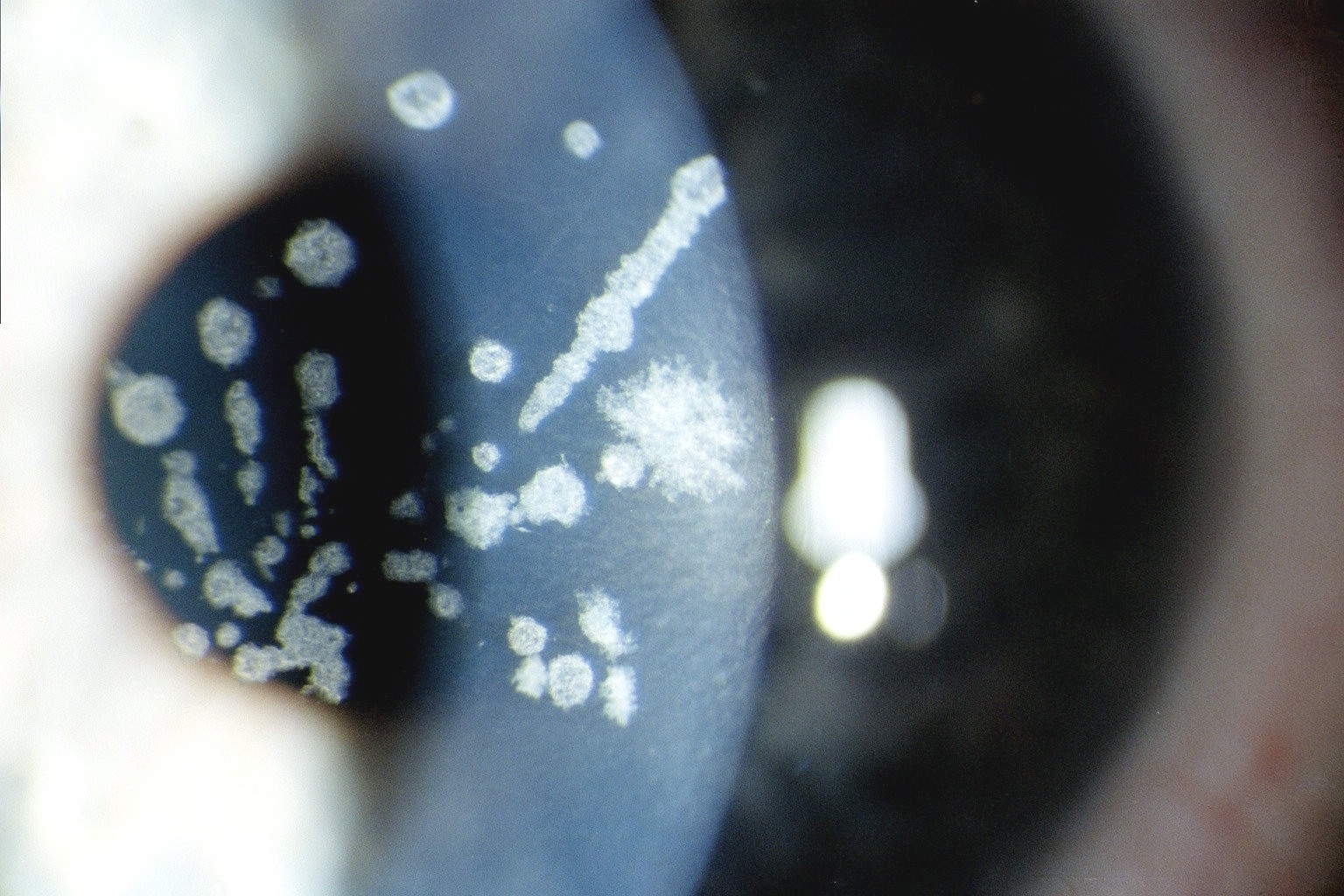
과립형 각막 이상증 제2형

과립형 각막 이상증(顆粒形角膜異常症) 또는 과립 각막 이상증(Granular corneal dystrophy)은 천천히 진행되는 각막 이상증으로, 대개 유아기에 시작된다. 과립성각막변성, 과립성각막변성증, 과립형각막변성증으로도 부른다.
과립형 각막 이상증에는 두 가지 형이 있다.
- 과립형 각막 이상증 제1형은 매우 드문 형의 각막 이상증이다. 1890년 독일의 아서(Arthur Groenouw)가 처음 기술하였다.[1]
- 과립형 각막 이상증 제2형(아벨리노 각막이상증)[2] 또한 매우 드문 형의 각막 이상증이다. 1988년 Folberg가 이 질병을 처음 기술하였다. 이 병명은 이탈리아의 아벨리노 지역이 기원인, 최초의 4명의 환자들에게서 이름을 땄다.[3]

## 유전학
과립형 각막 이상증은 염색체 5q31에 위치한 TGFBI 유전자의 돌연변이에 의해 발병한다. 이 질병은 상염색체 우위의 방식으로 유전된다.
TGFBI 유전자는 단백질 케라토에피텔린을 부호화한다.

## 치료
증세가 매우 심하거나 너무 늦은 경우가 아니라면 각막 이식은 불필요하다. 빛의 민감도는 색이 들어간 안경을 착용함으로써 극복할 수 있다.

## 같이 보기
- 각막 디스트로피

## 참조
1. ↑  Online 'Mendelian Inheritance in Man' (OMIM) 121900
2. ↑  Online 'Mendelian Inheritance in Man' (OMIM) 607541
3. ↑  Folberg R, Alfonso E, Croxatto JO, Driezen NG, Panjwani N, Laibson PR, Boruchoff SA, Baum J, Malbran ES, Fernandez-Meijide R (January 1988). “Clinically atypical granular corneal dystrophy with pathologic features of lattice-like amyloid deposits. A study of these families”. 《Ophthalmology》 95 (1): 46–51. doi:10.1016/s0161-6420(88)33226-4. PMID 3278259.
4. ↑  Munier, F. L.; Korvatska, E.; Djemaï, A.; Paslier, D. L.; Zografos, L.; Pescia, G.; Schorderet, D. F. (March 1997). “Kerato-epithelin mutations in four 5q31-linked corneal dystrophies”. 《Nature Genetics》 15 (3): 247–251. doi:10.1038/ng0397-247. PMID 9054935.
5. 1 2  Paliwal, P.; Gupta, J.; Tandon, R.; Sharma, A.; Vajpayee, R. B. (Oct 2009). “Clinical and Genetic Profile of Avellino Corneal Dystrophy in 2 Families from North India”. 《Archives of Ophthalmology》 127 (10): 1373–1376. doi:10.1001/archophthalmol.2009.262. PMID 19822856.